# كازوكي أبه
كازوكي أبه (باليابانية: 阿部 一樹) (18 أبريل 1987 في توكوشيما في اليابان – )؛ هو لاعب كرة قدم كان يلعب كحارس مرمى.

## وصلات خارجية
- كازوكي أبه على موقع رابطة كرة القدم اليابانية للمحترفين (اليابانية)
- كازوكي أبه على موقع Soccerway.com (الإنجليزية)
- كازوكي أبه على موقع عالم كرة القدم.نت (الإنجليزية)